# Lijnkoek

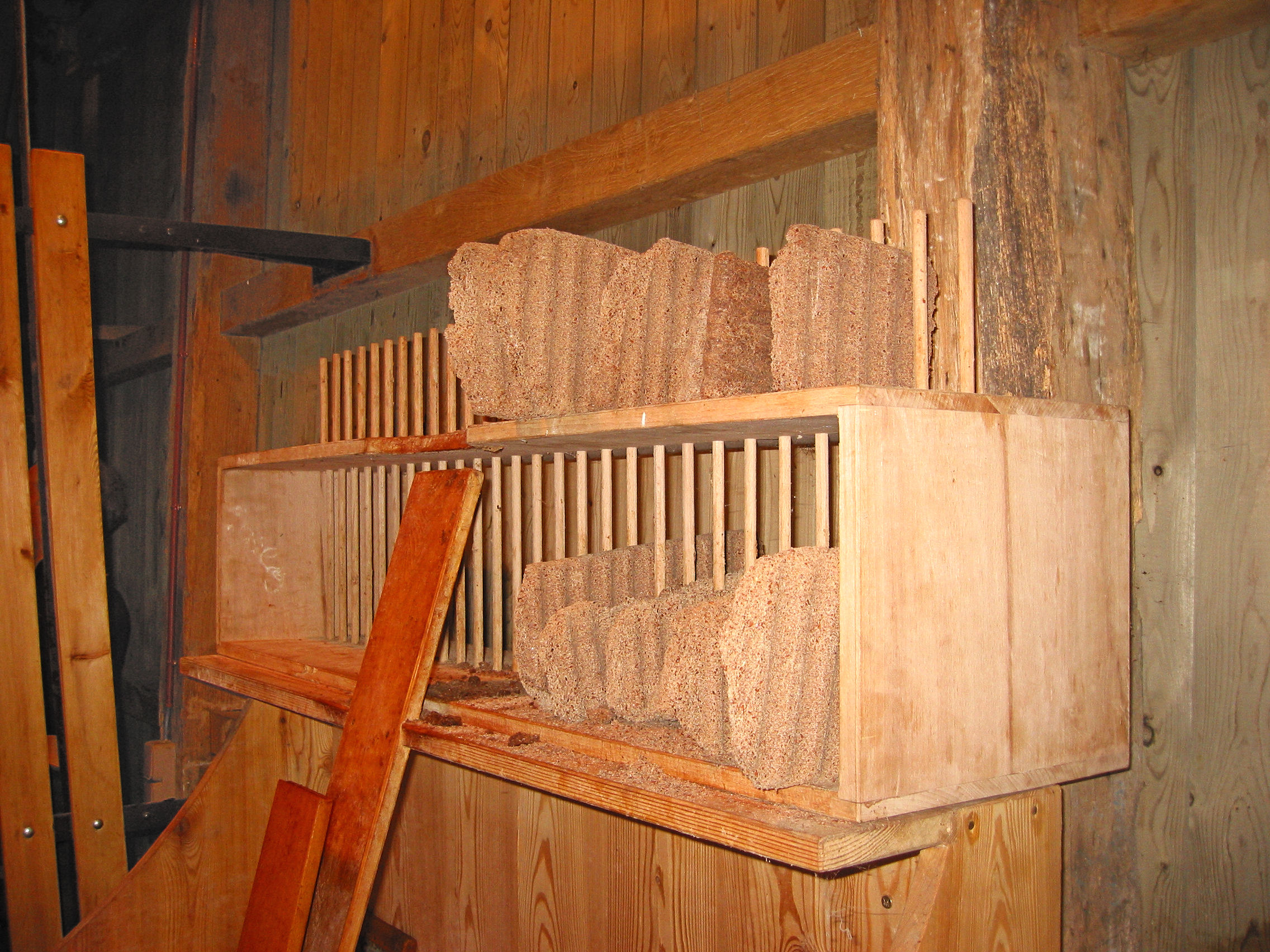
Lijnkoeken

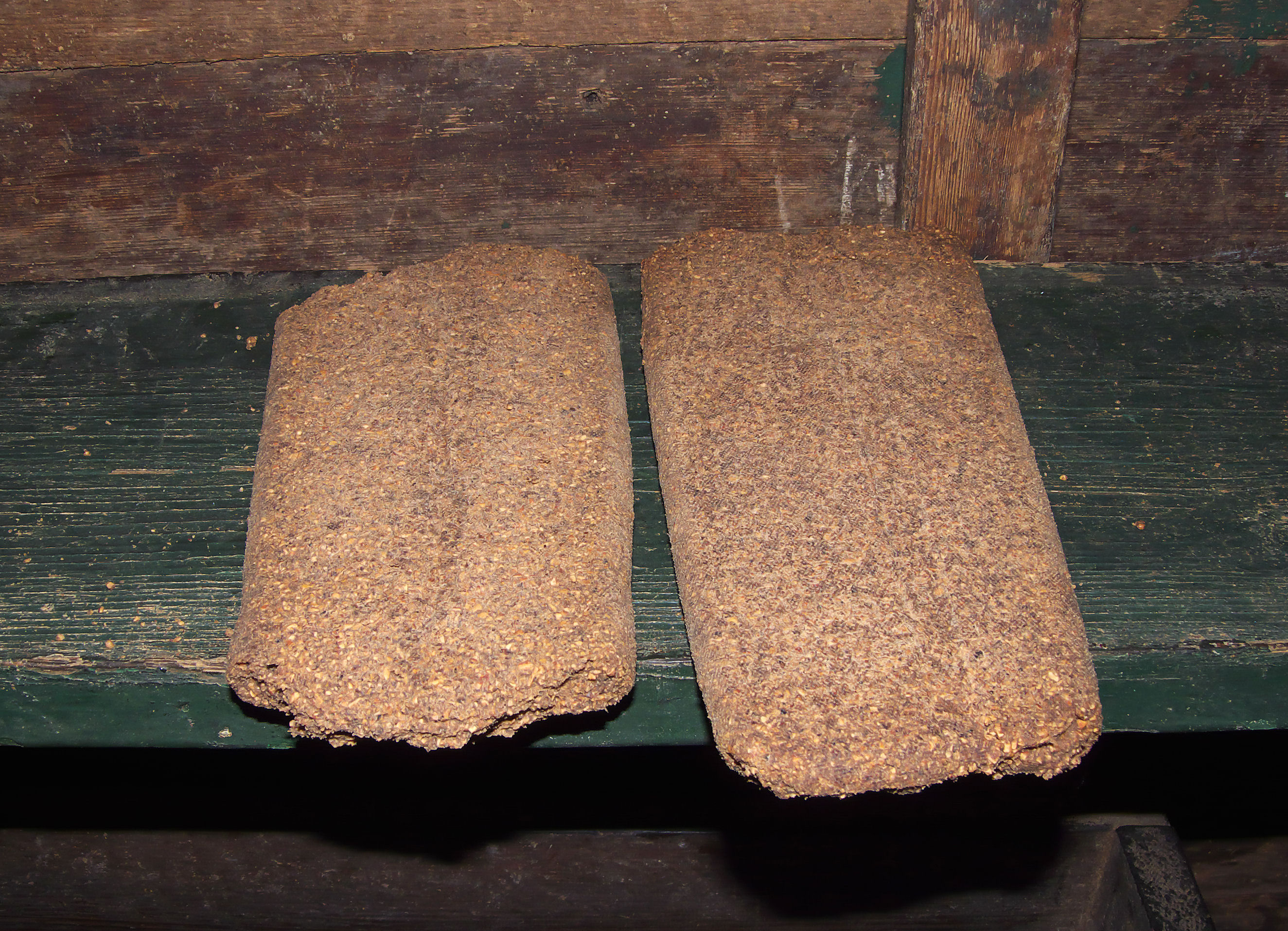
Walnootkoeken

Lijnkoek, lijnzaadkoek of oliekoek (ook wel veekoek) is het overblijfsel van lijnzaad nadat de lijnzaadolie er in een oliemolen uitgeperst is. Het materiaal komt als platte, langwerpige koeken uit een traditionele pers. Deze koeken worden na het breken in een koekenbreker en verdere vermaling tot meel met name als krachtvoer aan runderen gevoerd. Bij moderne persen komt lijnkoek in de vorm van ronde, dunne staven die vrijwel vanzelf tot kleine brokken breken.
| Voederwaarde lijnzaadmeel | Samenstelling per 1000 gram |
| ruw eiwit                 | 216 gram                    |
| ruw vet                   | 343 gram                    |
| ruwe celstof              | 81 gram                     |
| calcium                   | 3,5 gram                    |
| fosfor                    | 5,5 gram                    |
| VEM                       | 1591                        |
| VEVI                      | 1778                        |
| DVE                       | 85 gram                     |
| OEB                       | 111 gram                    |

Behalve lijnzaad kunnen ook andere zaden als grondstof voor oliekoek worden gebruikt, bijvoorbeeld raapzaad. In dat geval spreekt men van raapkoek. Ook blijft na het slaan van walnoten een koek over.
|  |  |